# Barbara Tsakirgis
Barbara Tsakirgis (1954 - 16 de enero de 2019) fue una arqueóloga clásica estadounidense con especialización en arqueología griega y romana, particularmente de casas y hogares griegos antiguos. Trabajó en los yacimientos de excavación arqueológica en Sicilia y Atenas sobre el tema de las casas helenísticas en Morgantina para su tesis doctoral de la Universidad de Princeton. Su tesis fue publicada como La arquitectura doméstica de Morgantina en los períodos helenístico y romano (1984). Ella enseñó en el Departamento de Estudios Clásicos de la Universidad de Vanderbilt y fue profesora asociada de 1992 a 2019.

## Biografía
Tsakirgis era de Boston, Massachusetts. Estudió en la Universidad de Yale de 1972 a 1976 y obtuvo el Bachillerato en Artes (cum laude). Realizó sus estudios de arqueología en la Universidad de Princeton y recibió una Maestría en Artes en junio de 1979 y un doctorado ( Ph.D. ) en enero de 1984. Para su tesis doctoral sobre arte y arqueología griega helenística hizo investigaciones de campo en Atenas y Sicilia. Estas excavaciones se hicieron en Morgantina, La Befa, Corinto y el Ágora ateniense , proporcionaron información sobre cómo la historia pasada y como patrones y actividades del comportamiento humano se han replicado con el tiempo. También estudió en la Escuela Americana de Estudios Clásicos en Atenas durante 1975 y 1980-1981. Sus estudios terminaron en la American Numismatic Society durante 1982.
Tsakirgis comenzó su carrera profesional en la Universidad de Princeton como instructora asistente en 1979. En 1984 se unió como profesora asistente en el Departamento de Estudios Clásicos y en la Facultad de Artes y Ciencias de la Universidad de Vanderbilt, además trabajó como profesora asociada de 1992 a 2019. Durante dos periodos fue presidenta del Consejo del Consejo de la Facultad de Artes y Ciencias y Secretaria de la Facultad entre 2005 y 2011. Anteriormente, trabajó como directora de estudios pregrado y posgrado. Imparte varios cursos con un "enfoque multidisciplinario e interdisciplinario de la antigüedad clásica". También imparte clases de arte griego basándose en sus actividades de investigación en arquitectura griega y urbanismo, el período perikleano y las instituciones de la ciudad griega. Sus enseñanzas también cubren temas, con relevancia específica para la historia, el arte y la literatura, como Alejandro Magno y la guerra de Troya. También ha involucrado seminarios escritos sobre "espectáculo (drama y deportes) en el mundo griego y romano". Durante 2010, realizó una capacitación práctica para 18 estudiantes de la universidad en un yacimiento de excavación en Grecia.
Tsakirgis , durante mucho tiempo, fue miembro del equipo de investigación que excavaba la ciudad helenística de Morgantina en Sicilia; Sus intereses particulares, sobre los que ha publicado, han sido la organización doméstica de las casas y hogares y los pavimentos decorados.
En 2012, por sus estudios de investigación en Grecia, para realizar investigaciones y publicar artículos y libros sobre las excavaciones de casas en el Ágora Ateniense recibió muchas becas como la beca Franklin de la American Philosophical Society. Con estos fondos también investigó en Grecia sobre las casas y lo comparó con las casas atenienses.
Murió el 16 de enero de 2019.

## Premios
Bill Haslam, gobernador de Tennessee, nombró a Tsakirgis, en 2012, Consejo Asesor Arqueológico de Tennessee.

## Publicaciones
Son muchas las publicaciones de Tsakirgis en forma de artículos de investigación y se relacionan con su trabajo en muchos aspectos de las casas y hogares griegos. Ella también se mantuvo invitada a conferencias. Su libro se relaciona con las excavaciones en Morgantina.

### Artículos
- Los pavimentos decorados de Morgantina I: los mosaicos (1989)
- Los pavimentos decorados de Morgantina II: el Opus signinum (1990)
- Trabajo reciente en Morgantina (1992)
- Morgantina: una ciudad griega en el centro de Sicilia (1995)
- Casas y hogares griegos (1996)
- Arquitectura griega: teoría y crítica (1996) (en el Diccionario de Arte Grove )
- Una (nueva) olla de chimenea del Ágora Ateniense (2001)
- Casas y villas griegas y romanas; Palacios (2009) (en la Enciclopedia de Oxford de Grecia y Roma)

### Libros
- La arquitectura doméstica de Morgantina en los períodos helenístico y romano (1984)

## Membresías
Tsakirgis es miembro de varios comités, institutos y sociedades. Algunas de estas posiciones son:
- Comité de Dirección de la American School of Classical Studies.
- Vicepresidenta del Comité de Dirección de la primera institución de investigación en el extranjero de los Estados Unidos.
- Fiduciaria académica del Instituto Arqueológico de América (AIA)
- La Sociedad de Nashville de la AIA.
- AIA Comité de Arqueología en Educación Superior